# Contea di Huangzhong
La contea di Huangzhong (湟中县S, Huángzhōng XiànP) è una contea della Cina, situata nella provincia di Qinghai e amministrata dalla prefettura di Xining.